# Fügen (Tirol)
Fügen ist mit 4317 Einwohnern (Stand 1. Jänner 2024) die einwohnerstärkste Gemeinde des Zillertals und gehört zum Bezirk Schwaz in Tirol (Österreich). Die Gemeinde liegt im Gerichtsbezirk Zell am Ziller.

## Geografie

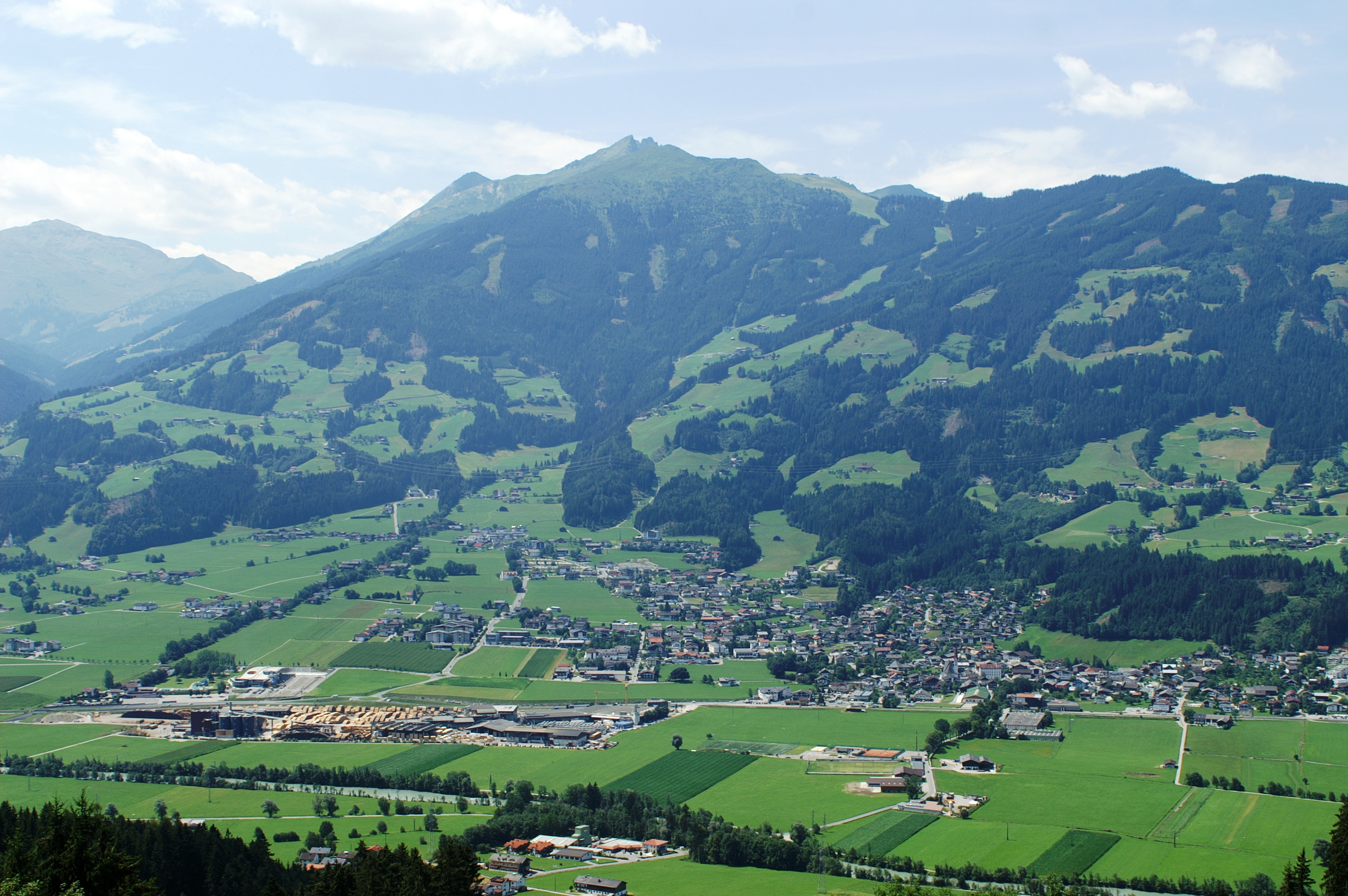
Fügen, dahinter das Spieljoch, links im Hintergrund der Gilfert

Fügen gilt als Hauptort des vorderen Zillertals. Der Ort liegt auf dem breiten Murkegel des Rischbachs. Das Gemeindegebiet besteht aus dem Haufendorf Fügen mit 2737 Einwohnern und den Ortschaften Gagering im Norden mit 188 Einwohnern, Kapfing im Süden mit 1006 Einwohnern und der einstigen Industriesiedlung Kleinboden am Finsingbach im Südwesten mit 386 Einwohnern (Stand 1. Jänner 2024).

### Gemeindegliederung
| Katastralgemeinden | Ortschaften in der Gemeinde                       |
| ------------------ | ------------------------------------------------- |
| Fügen (6,64 km²)   | Fügen (D) Gagering (R) Kapfing (D) Kleinboden (D) |
| Legende            |                                                   |

| In der Spalte Katastralgemeinden sind sämtliche Katastralgemeinden einer Gemeinde angeführt. In der Klammer ist die jeweilige Fläche in km² angegeben. |
| In der Spalte Ortschaften sind sämtliche von der Statistik Austria erfassten Siedlungen, die auch eine eigene Ortschaftskennziffer aufweisen, angeführt. In der Hierarchieebene derselben Spalte, rechts eingerückt, werden nur Ansiedlungen, die mindestens aus mehreren Häusern bestehen, dargestellt. Die wichtigsten der verwendeten Abkürzungen sind: - M = Hauptort der Gemeinde - Stt = Stadtteil - R = Rotte - W = Weiler - D = Dorf - ZH = Zerstreute Häuser - Sdlg = Siedlung - Hgr = Häusergruppe - E = Einzelgehöft (nur wenn sie eine eigene Ortschaftskennziffer haben) Die komplette Liste der Statistik Austria ist in: Topographische Siedlungskennzeichnung nach STAT Zu beachten ist, dass manche Orte unterschiedliche Schreibweisen haben können. So können sich Katastralgemeinden anders schreiben als gleichnamige Ortschaften bzw. Gemeinden. Quelle: Statistik Austria – |

### Nachbargemeinden
Alle fünf Nachbargemeinden von Fügen liegen im Bezirk Schwaz.
|           | Schlitters                                  | Bruck am Ziller   |
| Fügenberg | Kompassrose, die auf Nachbargemeinden zeigt | Hart im Zillertal |
|           | Uderns                                      |                   |

## Geschichte
1982 gefundene Urnengräber in Kapfing belegen eine frühe Besiedlung während der Bronzezeit. Finsing wurde bereits 927 als „Funzina“ urkundlich genannt, Fügen selbst erst um 1140/49 als Fugnæ. In einer Urkunde aus etwa der gleichen Zeit erscheint Fugine. Fügen gehörte kirchlich zur Diözese Brixen, staatsrechtlich jedoch bis 1803 zum Erzstift Salzburg. Einige Zeit war Fügen „Dingstätte“ des salzburgischen Gerichtes Zell.
Die große Not des Dreißigjährigen Krieges führte am 19. Mai 1645 zum Aufstand der Fügener Bauern gegen ihren Landesfürsten, den Salzburger Erzbischof, dem sie zinspflichtig waren. Diesem Aufstand schlossen sich alle Zillertaler Bauern an, die dem Salzburger Erzbischof unterstanden.
1678 wurde ein eigener Richter für das salzburgische Gericht Fügen eingesetzt, das 1849 als Bezirksgericht bezeichnet wurde. 1923 wurde der Gerichtsbezirk Fügen dem Bezirksgericht Zell am Ziller zugeteilt.
Bedeutung erhielt Fügen seit dem 15. Jahrhundert als industrielles Zentrum des Tals, hier wurden Kanonenkugeln und Harnischbleche sowie Eisenbleche erzeugt. 1697 errichtete das Fügener Eisenunternehmen der Grafen Fieger eine Eisenhütte in Kiefersfelden (Bayern). Die Betriebe mussten Ende des 19. Jahrhunderts aufgrund der Konkurrenz eingestellt werden.

### Ortsname
Die Herkunft des Ortsnamens ist seit langer Zeit umstritten. Auffällig ist, dass er bereits im ersten Beleg einen F-Anlaut aufweist. Damals war das in der Regel noch ein V. Zudem konservierte er das G, welches eigentlich durch die Romanisierung zu Z geworden wäre. Damit muss dem Namen ein altes, vorrömisches Wort zugrunde liegen. Möglich ist, dass hier einst der antike Stamm der Fokunaten siedelte, von dem die Ausgangsform Focunia kommen könnte. Die Fokunaten könnten wiederum ihren Namen von lateinisch focus ‚Schmelzofen‘ haben. In der Gegend gab es schon in der Antike Fahlerzgewinnung.

### Bevölkerungsentwicklung
| Fügen: Einwohnerzahlen von 1869 bis 2024            | Fügen: Einwohnerzahlen von 1869 bis 2024 | Fügen: Einwohnerzahlen von 1869 bis 2024 | Fügen: Einwohnerzahlen von 1869 bis 2024 | Fügen: Einwohnerzahlen von 1869 bis 2024 |
| --------------------------------------------------- | ---------------------------------------- | ---------------------------------------- | ---------------------------------------- | ---------------------------------------- |
| Jahr                                                |                                          |                                          |                                          | Einwohner                                |
| 1869                                                | 1869                                     |                                          | 1.088                                    | 1.088                                    |
| 1880                                                | 1880                                     |                                          | 1.094                                    | 1.094                                    |
| 1890                                                | 1890                                     |                                          | 991                                      | 991                                      |
| 1900                                                | 1900                                     |                                          | 942                                      | 942                                      |
| 1910                                                | 1910                                     |                                          | 1.057                                    | 1.057                                    |
| 1923                                                | 1923                                     |                                          | 1.117                                    | 1.117                                    |
| 1934                                                | 1934                                     |                                          | 1.346                                    | 1.346                                    |
| 1939                                                | 1939                                     |                                          | 1.404                                    | 1.404                                    |
| 1951                                                | 1951                                     |                                          | 1.826                                    | 1.826                                    |
| 1961                                                | 1961                                     |                                          | 1.919                                    | 1.919                                    |
| 1971                                                | 1971                                     |                                          | 2.345                                    | 2.345                                    |
| 1981                                                | 1981                                     |                                          | 2.668                                    | 2.668                                    |
| 1991                                                | 1991                                     |                                          | 2.918                                    | 2.918                                    |
| 2001                                                | 2001                                     |                                          | 3.410                                    | 3.410                                    |
| 2011                                                | 2011                                     |                                          | 3.801                                    | 3.801                                    |
| 2021                                                | 2021                                     |                                          | 4.277                                    | 4.277                                    |
| 2024                                                | 2024                                     |                                          | 4.317                                    | 4.317                                    |
| Quelle(n): Statistik Austria, Gebietsstand 1.1.2021 |                                          |                                          |                                          |                                          |

## Kultur und Sehenswürdigkeiten
- Schloss Fügen

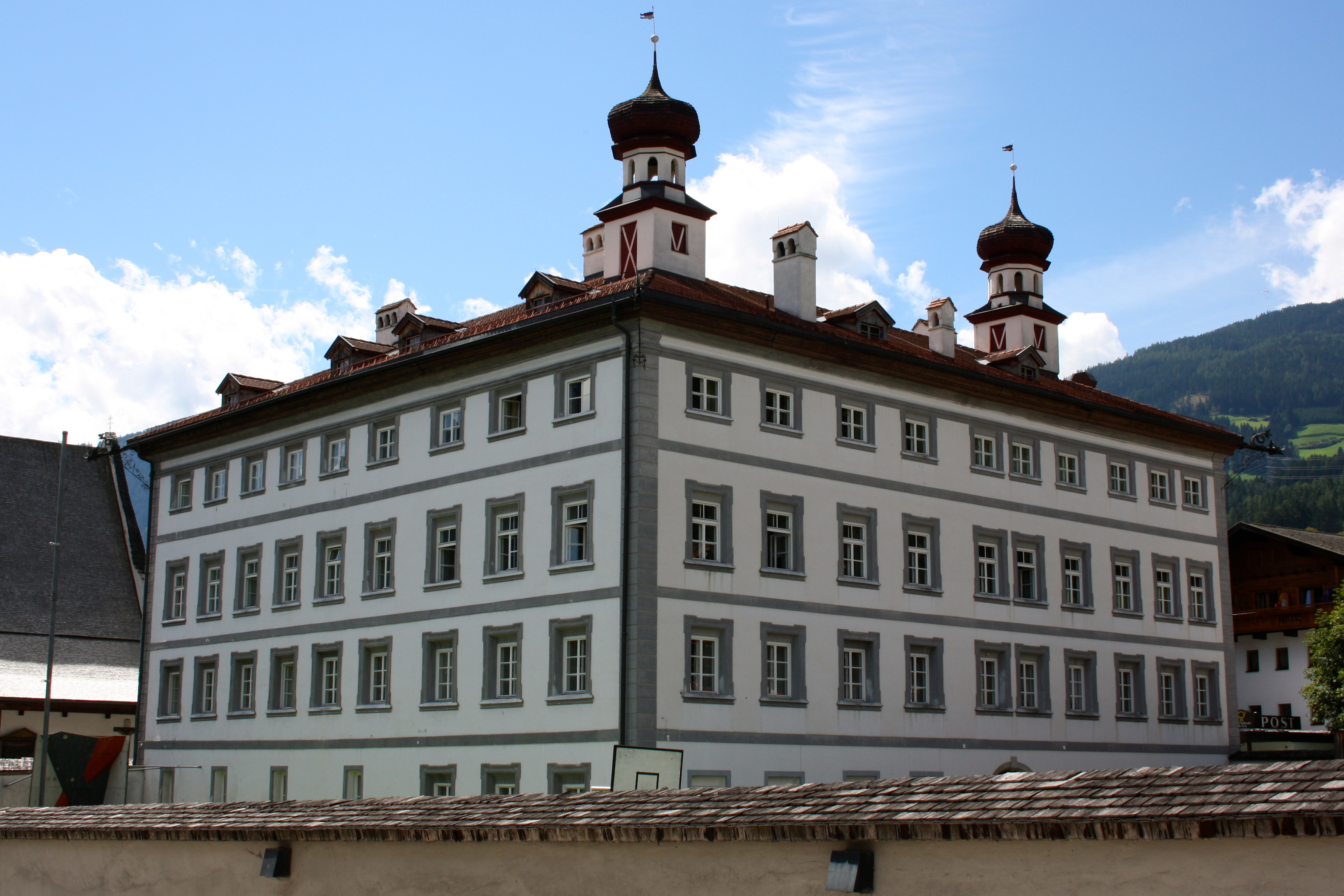
Schloss Fügen (Bubenburg)

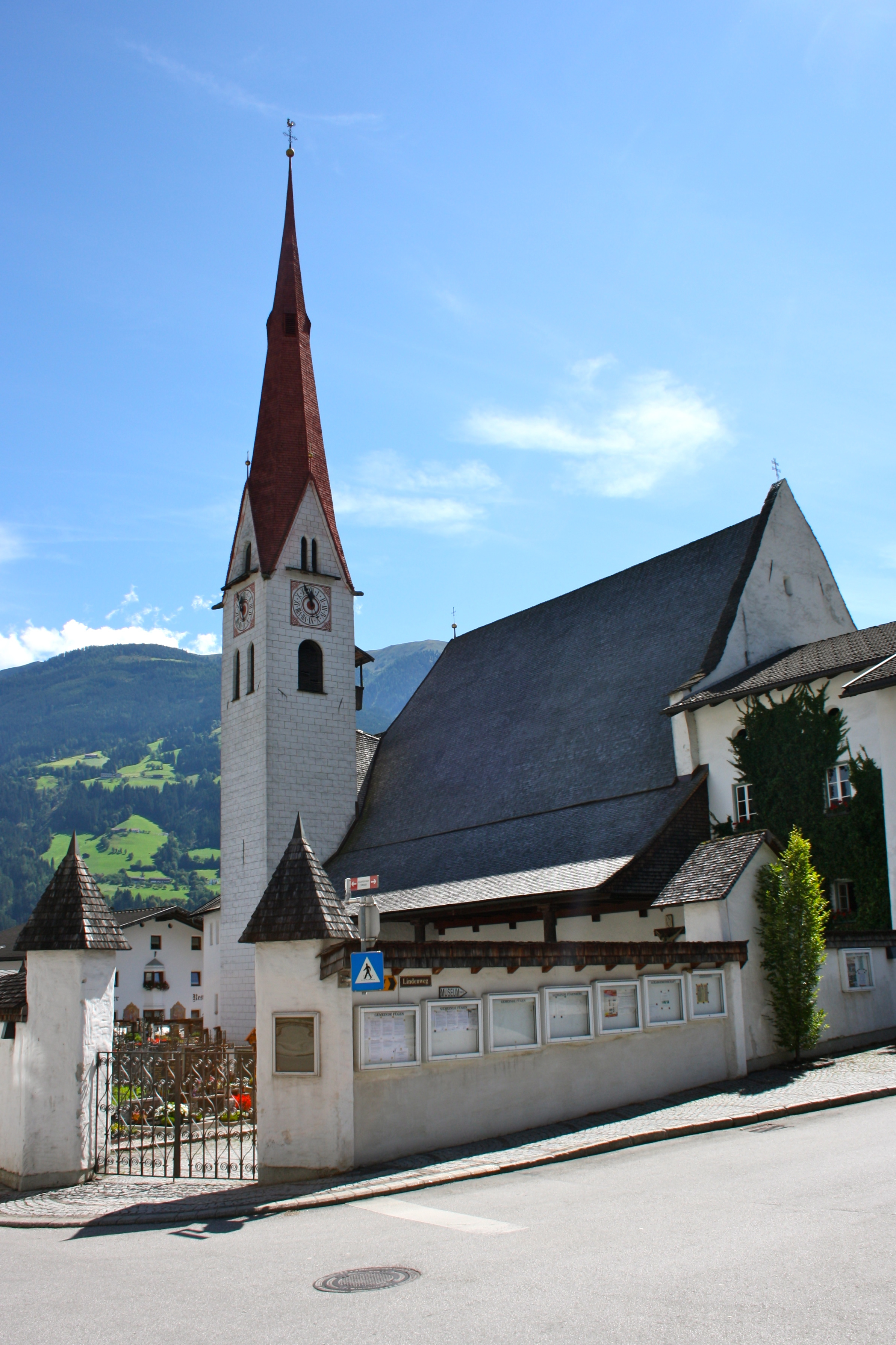
Pfarrkirche Fügen

- Katholische Pfarrkirche Mariä Himmelfahrt
- Exponate aus der Geschichte des Ortes werden im Heimatmuseum gezeigt.

## Wirtschaft und Infrastruktur
Die Wirtschaft ist durch Landwirtschaft, Handel, Gewerbe, Industrie und nicht zuletzt Tourismus geprägt. Fügen als zweisaisonaler Tourismusort profitiert dabei von den beiden Skigebieten Hochfügen-Hochzillertal und Spieljoch sowie der Erlebnistherme Zillertal. Unternehmen mit überregionaler Bedeutung sind Möbel-Wetscher und Binderholz.
- Binderholz: Am Stammsitz der Firma Binder Holz werden ca. 1 Million fm Jahreseinschnittleistung und 250.000 m³ Hobelware pro Jahr erzeugt. Mit circa 1.300 Mitarbeitern an neun Standorten in Österreich, Deutschland und Finnland ist Binder einer der größten Sägewerksbetriebe Europas. Die Massivholz-Produktpalette reicht von Dimensionsholz, Hobelware, ein- und mehrschichtig verleimten Massivholzplatten, Brettschichtholz, MDF-Platten sowie Brettsperrholz bis hin zu Holzbriketts und Holzpellets. Die Holztransporte wurden bis 2012 mit Normalspurwaggons, die auf schmalspurigen Rollwagen aufgebockt werden, über die Zillertalbahn durchgeführt. Binder betreibt neben der Schnittholzproduktion im Stammwerk in Fügen weitere Werke u. a. in Jenbach, St. Georgen bei Salzburg, Hallein, Unternberg sowie im bayerischen Kösching.

### Verkehr
Fügen liegt an der Zillertalstraße, vom Ortskern aus führt eine Bergstraße über den Fügenberger Ortsteil Pankrazberg auf der Hochfügen-Straße zu dem knapp 1480 m hoch gelegenen Wintersportort Hochfügen. In der Gemeinde liegen zudem auch drei Haltestellen der Zillertalbahn, nämlich Gagering, Fügen-Hart und Kapfing.

## Politik

### Gemeinderat
Der Gemeinderat besteht aus 15 Mandataren.
| Partei                                                              | 2022  | 2022    | 2016  | 2016    | 2010  | 2010    |
| Partei                                                              | %     | Mandate | %     | Mandate | %     | Mandate |
| ------------------------------------------------------------------- | ----- | ------- | ----- | ------- | ----- | ------- |
| Zukunft Fügen – Team Mainusch – unabhängig. sachlich. ehrlich       | 57,71 | 9       | 25,46 | 4       |       |         |
| Wir für Fügen – Kapfing, Kleinboden und Gagering                    | 19,01 | 3       | 22,67 | 3       |       |         |
| Fügener Wahlgemeinschaft Fügen – Kapfing – Kleinboden – Gagering 1) |       |         | 20,27 | 4       |       |         |
| Kapfing, Kleinboden, Gagering – Gemeinsam für Fügen                 | 17,50 | 3       | 12,63 | 2       |       |         |
| Für unser Dorf Fügen – Gagering – Kapfing – Kleinboden              |       |         | 8,04  | 1       | 14,81 | 2       |
| Die Fügener Kapfing + Kleinboden + Gagering SPÖ                     |       |         | 6,04  | 1       | 12,23 | 2       |
| Junge Liste Aktiv für Fügen, Gagering, Kapfing und Kleinboden 1)    |       |         | 4,69  | 0       | 19,40 | 3       |
| Fügener Wahlgemeinschaft – Liste für Ordnung und Fortschritt        |       |         |       |         | 39,15 | 6       |
| Gemeinschaftsliste von Fügen, Kapfing, Kleinboden und Gagering      |       |         |       |         | 14,41 | 2       |
| Menschen Freiheit Grundrechte                                       | 05,78 | 0       |       |         |       |         |

1) Durch Koppelung der beiden Listen erlangte die „Fügener Wahlgemeinschaft Fügen – Kapfing – Kleinboden – Gagering“ 4 Mandate.

### Bürgermeister
Bürgermeister von Fügen ist seit 2016 Dominik Mainusch.

### Wappen
Blasonierung:
„In rotem Feld eine mit der Schneide nach rechts gekehrte silberne Hacke ober einer silbernen Rübe mit drei Blättern.“
Das 1964 verliehene Gemeindewappen erinnert an zwei bedeutende Adelsgeschlechter, die in Fügen ansässig waren. Die Hacke war das redende Wappen der Hackl, die weiße Rübe entstammt dem Wappen der Familie Keutschach.

## Persönlichkeiten

### Ehrenbürger
- Hermann Wetscher († 2020), Bürgermeister von Fügen 1973–1981, 1986–2004[11]

### Söhne und Töchter der Gemeinde
- Franz Xaver Nißl (1731–1804), Bildhauer
- Leonhard Posch (1750–1831), Wachsbossierer, Medailleur und Bildhauer
- Andreas Mauracher (1758–1824), Tischler und Orgelbauer
- Franz Serafikus Nißl (1771–1855), Bildhauer
- Josef Georg Schmalz (1804–1845), Dramatiker, Spielleiter und Köhler
- Bernhard Rainer (1824–1876), Prior und Abgeordneter zum Österreichischen Abgeordnetenhaus
- Tobias Wildauer (1825–1898), Universitätsprofessor für Philosophie, Politiker, Mitglied des Abgeordnetenhauses 1873–1897[12]
- Josef Kräutner (1831–1896), Unternehmer und Bierbrauer in Südtirol (Blumau)
- Anton Nissl (1852–1890), Kirchenrechtler
- Rudolf Nissl (1870–1955), Maler
- Ludwig Mayer (1896–1969), Bürgermeister und Abgeordneter (ÖVP)
- Max Tribus (1900–1983), Regisseur und Dramatiker
- Raimund Margreiter (* 1941), Chirurg
- Ludwig Dornauer (* 1953), Schauspieler und Rundfunksprecher

### Mit der Gemeinde verbundene Persönlichkeiten
- Hans Binder (* 1948), Sägewerksbetreiber und Autorennfahrer
- Armin Pfister (* 1983), Rennrodler
- Daniel Pfister (* 1986), Rennrodler
- Manuel Pfister (* 1988), Rennrodler
- Ursula Schattner-Rieser (* 1966), Altorientalistin und Judaistin